# Universal Pictures
Universal Pictures (ufficialmente Universal City Studios LLC, spesso nota come Universal Studios o come Universal) è una casa di produzione e distribuzione cinematografica statunitense facente parte di NBCUniversal, a sua volta divisione di Comcast.
Fondato nel 1912 da Carl Laemmle, Mark Dintenfass, Charles O. Baumann, Adam Kessel, Pat Powers, William Swanson, David Horsley, Robert H. Cochrane e Jules Brulatour, Universal è il quinto studio cinematografico più antico dopo Gaumont, Pathé, Titanus e Nordisk Film e il più antico in assoluto ancora in attività negli Stati Uniti.
I suoi studi di produzione si trovano al numero 100 di Universal City Plaza Drive a Universal City, California, un'area non incorporata della Contea di Los Angeles tra Los Angeles e Burbank.

## Storia
Nel 1905, Carl Laemmle, un immigrato tedesco che risiede a Oshkosh, nel Wisconsin, dove gestisce un negozio di abbigliamento, durante un viaggio per acquisti a Chicago, viene colpito dalla popolarità dei cinema nickelodeon, teatri a basso prezzo, dove vengono proiettati cortometraggi monopellicola di tema vario a prezzi ridotti e, quindi, accessibili a tutti. Laemmle osserva per ore il box office, contando i clienti e calcolando la rendita giornaliera. In poche settimane dal suo viaggio a Chicago, egli cede i suoi tessuti per acquistare il primo di alcuni teatri. Nel 1909, fonda la Independent Moving Pictures (IMP) che poi confluirà nel 1912 nell'Universal.
L'Universal è considerata la più importante delle Little Three, le tre compagnie (Columbia, Universal e United Artists) che formano il secondo gruppo di case di produzione dopo quello chiamato The Big Five (Paramount, MGM, Warner Bros., RKO e 20th Century Fox). Al contrario delle Big Five, negli anni trenta l'Universal non ha più un circuito di sale e, all'arrivo della Grande Depressione, la compagnia subisce un pesante contraccolpo provocato dalla crisi. Alla fine degli anni trenta le altre case riescono a portare a casa grossi guadagni e l'Universal continua a perdere profitti.
Neanche la guerra risolleva le sue sorti, ma alla fine degli anni cinquanta, quando viene assorbita dalla MCA (Music Corporation of America), inizia ad avere dei buoni risultati sul piano economico. 

### NBCUniversal
Nel 1996 viene acquisita dalla Seagram, nel 1999 assorbita dalla Vivendi, che nel 2004 formerà, con la General Electric, la NBCUniversal (che controlla gli studi).
Nel 2009 Comcast acquisisce il 51% di NBCUniversal, contemporaneamente Vivendi cede il suo 20% a General Electric.
A febbraio del 2013 Comcast acquista il restante 49% di NBCUniversal da General Electric, un affare dal valore di 16,7 miliardi di dollari.
All'inizio di luglio 2013 Universal firma un contratto per cinque anni di co-produzione con la Legendary Pictures a partire dall'inizio 2014.
Il 16 dicembre 2015, Amblin Partners ha annunciato di aver stipulato un accordo di distribuzione quinquennale con Universal Pictures, grazie al quale i film saranno distribuiti e commercializzati da Universal o Focus Features.
Il 28 aprile 2016, la società madre di Universal, NBCUniversal, ha annunciato un accordo da 3,8 miliardi di dollari per acquistare DreamWorks Animation.
Il 22 agosto 2016 l'affare è stato completato. La Universal ha rilevato l'accordo di distribuzione con DreamWorks Animation a partire dal 2019 con l'uscita di Dragon Trainer 2, dopo la conclusione dell'accordo di distribuzione tra DreamWorks Animation e 20th Century Fox.
Il 15 febbraio 2017, Universal ha acquisito una quota di minoranza di Amblin Partners, rafforzando il rapporto tra Universal e Amblin e riunendo una percentuale di minoranza dell'etichetta DreamWorks Pictures con DreamWorks Animation.
Nel 2020, AMC Theatres ha dichiarato che i film di Universal non sarebbero più stati proiettati nei cinema della propria catena di distribuzione, a causa di un comunicato della casa di produzione in cui si annunciava che tutti i film dello studio avrebbero potuto essere distribuiti in streaming contemporaneamente all'uscita nelle sale cinematografiche. A luglio 2020 AMC e Universal trovano un accordo: i film dello studio potranno andare in streaming dopo 17 giorni dall'uscita in sala (laddove il precedente limite era di circa 90 giorni).

## Società controllate
- Universal Pictures Home Entertainment
  - Universal 1440 Entertainment
  - Universal Sony Pictures Home Entertainment Australia (joint venture)
- Focus Features
  - Gramercy Pictures
  - Focus World
  - High Top Releasing
- NBCUniversal Entertainment Japan
- Working Title Films
- Illumination
  - Illumination Mac Guff
- Universal Animation Studios
- DreamWorks Animation
  - DreamWorks Animation Television
  - DreamWorks Animation Home Entertainment (fusa con Universal Pictures Home Entertainment)
  - DreamWorks Classics
    - Big Idea Entertainment
    - Bullwinkle Studios (joint venture)
    - Harvey Entertainment

  - DreamWorks New Media
- United International Pictures (joint venture)
- Amblin Partners (quota di minoranza) (joint venture)
  - Amblin Entertainment
  - Amblin Television
  - DreamWorks Pictures
  - DreamWorks Television (fusa con Amblin Television)
  - Storyteller Distribution[8]

## Logo
Pur se con diversi interventi di aggiornamento e redesign, fin dal 1912 il logo della Universal è il globo terrestre, in precedenza già adottato dal produttore Carl Laemmle per introdurre le proprie pellicole.